# 西林德 (愛荷華州)
西林德（英語：Cylinder）是一個位於美國愛荷華州帕洛阿爾托縣的城市。

## 地理
西林德的座標為43°05′21″N 94°33′00″W / 43.08917°N 94.55000°W，而該地的平均海拔高度為363米（即1191英尺）。

## 人口
根據2010年美國人口普查的數據，西林德的面積為0.18平方千米，當中陸地面積為0.18平方千米，而水域面積為0.00平方千米。當地共有人口88人，而人口密度為每平方千米488人。